# Mama Albania
Mama Albania (în albaneză Nëna Shqipëri) este o statuie din 1971 de 12 metri înălțime care se află în Cimitirul național al martirilor din Tirana, Albania (în albaneză Dëshmorët e Kombit).
Autorii monumentului sunt Muntaz Dhrami, Kristaq Rama și Shaban Hadëri.
Statuia reprezintă figurativ țara ca o mamă, care păzește toți soldații căzuți care și-au dat viața pentru ea. Statuia masivă are o mână în sus (dreapta) care ține o coroană de laur și o stea.
Statuia a fost ridicată pe un piedestal de trei metri, iar inscripția de pe aceasta este gravată astfel: Glorie veșnică martirilor Patriei (Lavdi é perjetshme deshmoreve te Atdheut).
Statuia este din beton.

## Galerie

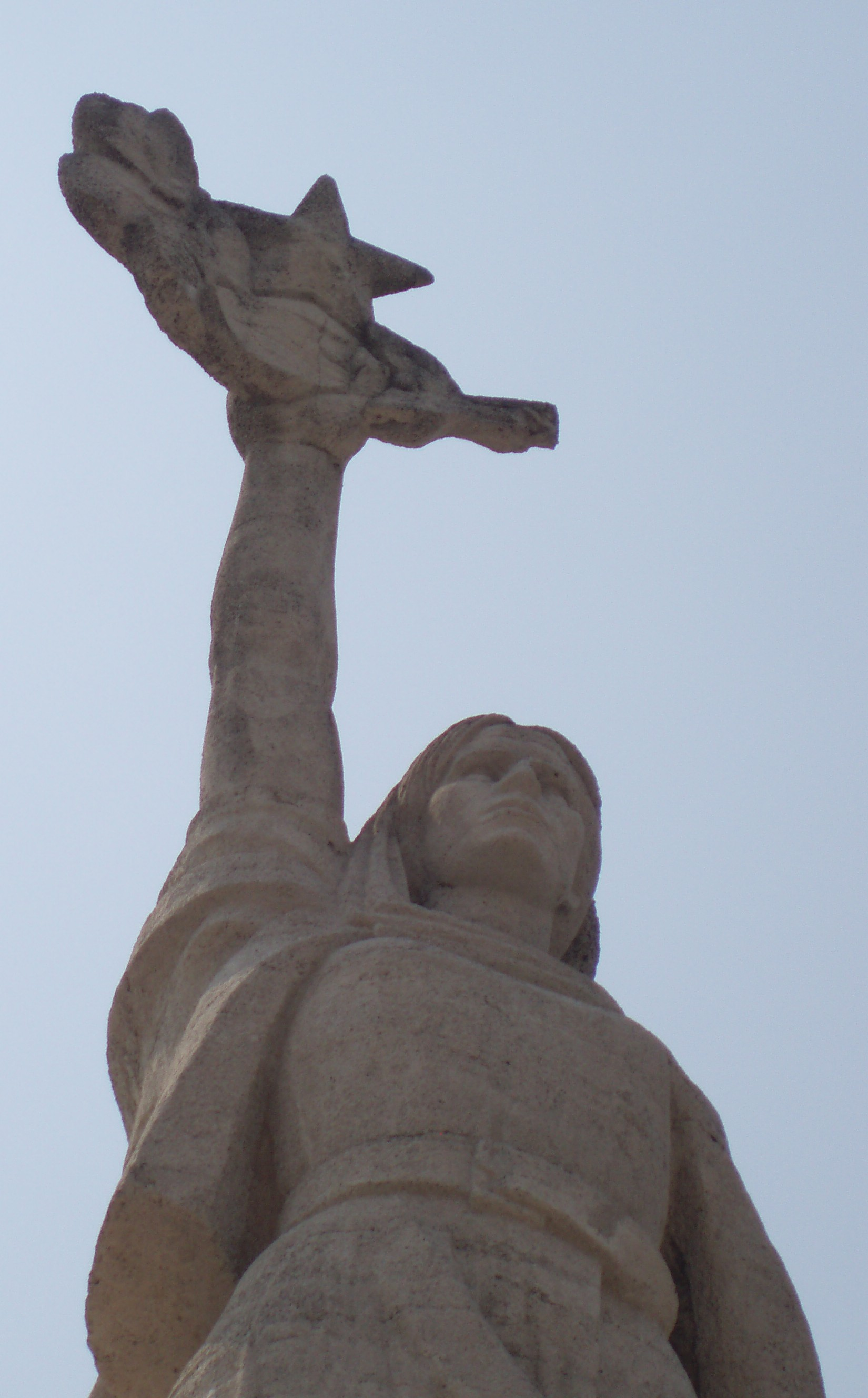
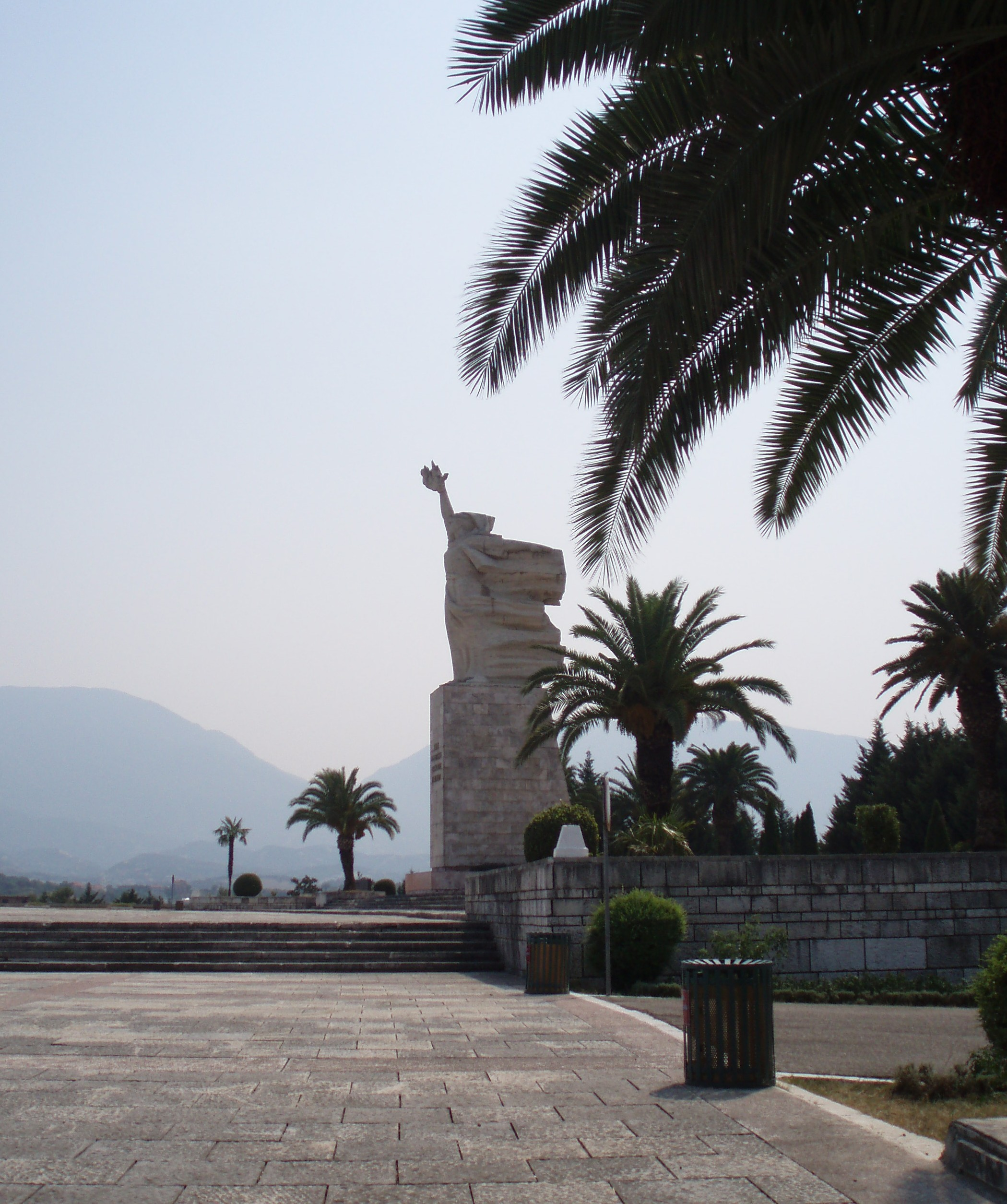
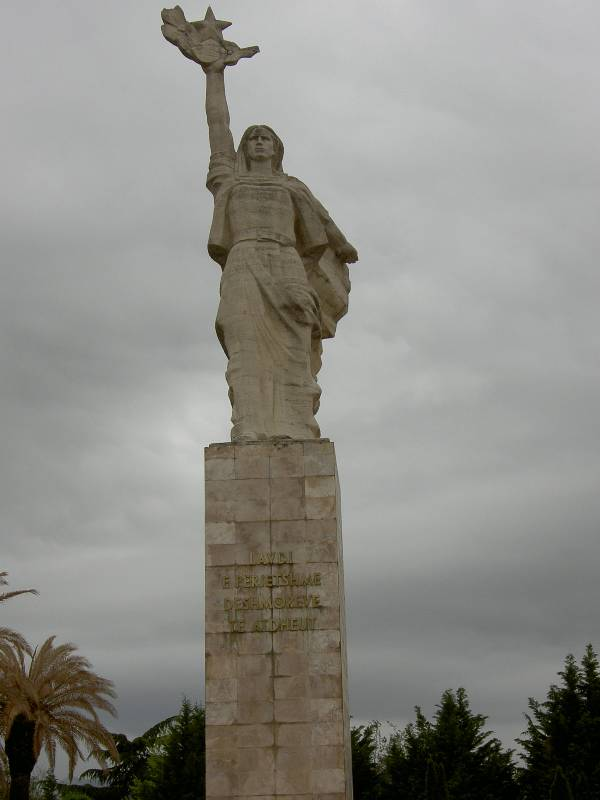
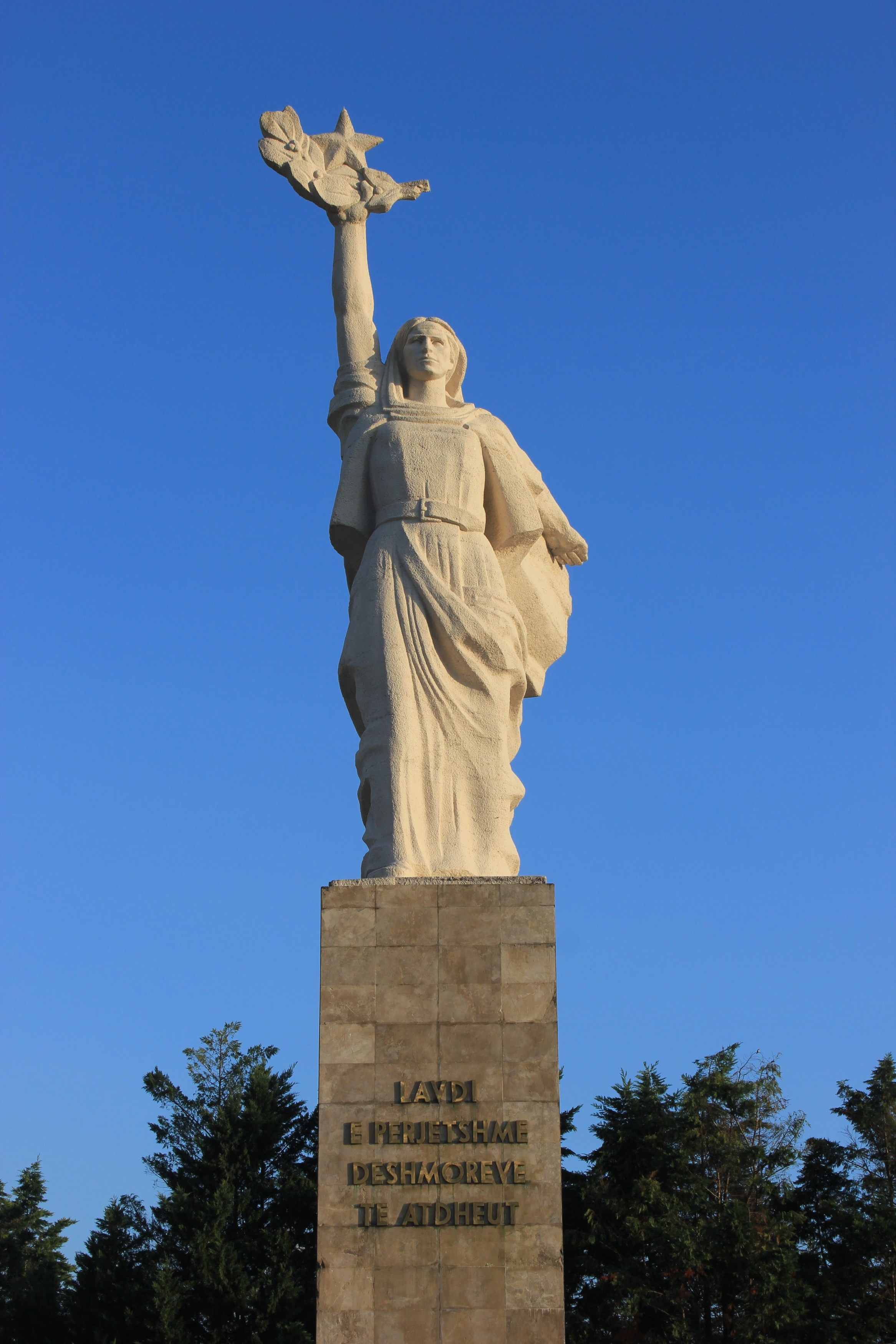